# Clinteria
Clinteria är ett släkte av skalbaggar. Clinteria ingår i familjen Cetoniidae.

## Dottertaxa tillClinteria, i alfabetisk ordning[1]
- Clinteria alboguttata
- Clinteria alexisi
- Clinteria arunachala
- Clinteria arunchala
- Clinteria atra
- Clinteria baliensis
- Clinteria belli
- Clinteria buffeventi
- Clinteria caliginosa
- Clinteria ceylonensis
- Clinteria chloronota
- Clinteria cinctipennis
- Clinteria coerulea
- Clinteria confinis
- Clinteria dimorpha
- Clinteria ducalis
- Clinteria flavonotata
- Clinteria flora
- Clinteria fraterna
- Clinteria freyneyi
- Clinteria fujiokai
- Clinteria hearseiana
- Clinteria hoffmeisteri
- Clinteria imperialis
- Clinteria jansoni
- Clinteria jirouxi
- Clinteria kaorusakaii
- Clinteria keiseri
- Clinteria klugi
- Clinteria krajciki
- Clinteria laotica
- Clinteria liewi
- Clinteria magna
- Clinteria malayensis
- Clinteria moae
- Clinteria moerens
- Clinteria moultoni
- Clinteria nepalensis
- Clinteria nigra
- Clinteria pantherina
- Clinteria sakaii
- Clinteria setulosa
- Clinteria sexpustulata
- Clinteria spilota
- Clinteria spuria
- Clinteria sternalis
- Clinteria surenderi
- Clinteria tetraspilota
- Clinteria tosevski
- Clinteria viridiaurata
- Clinteria viridissima
- Clinteria vittigera
- Clinteria wongi